# Mares fantasma
Mares fantasma és un terme que s'atribueix al mètode que feien servir els fotògrafs al començament de la fotografia per evitar el moviment de nadons i nens petits en els retrats.

## Història
Durant el segle xix i fins a la dècada de 1920, el fet de fer-se una fotografia era quelcom un ritual que servia per a commemorar naixements, casaments, defuncions... Les càmeres d'aquella època eren grans infraestructures suportades per un trípode de fusta, que en prémer el botó d'obturació havien de passar diversos minuts fins a tenir la fotografia impresa. El temps d'exposició podia arribar a durar fins a varis minuts. Molts fotògrafs van notar que a l'hora de fer retrats a nadons o a nens petits es movien molt, ja que no sabien estar quiets davant la càmera durant tant de temps i posteriorment, les fotografies quedaven borroses. És per això, que es van inventar una manera perquè els nens poguessin estar quiets davant la càmera utilitzant la seva mare com a mobiliari. La solució era situar la mare sota una tela, manta o catifa asseguda en una cadira i camuflar-la com a part del decorat de l'habitació al mateix temps que el nen es trobava damunt seu. En altres casos, la mare amagada darrere una cadira subjectava el seu fill amb només una mà, mentre que en altres casos el nen romania assegut sobre una figura que no es podia distingir o simplement que el seu progenitor amagava la seva identitat perquè tota l'atenció recaigués sobre el nadó.
Aquest contacte amb la mare els tranquil·litzava i permetia que aquesta pogués sostenir el fill perquè no es mogués durant la fotografia. Quan tenien el retrat fet, col·locaven una làmina de cartó o plantilla ovalada sobre la fotografia per a tapar la mare amagada darrere el fons.

## Significat
Tot i això, moltes d'aquestes fotografies han estat alliberades de les seves plantilles i s'han pogut veure els braços i les cames de les mares que sostenien els fills i no volien ser vistes, que han creat una gran excentricitat i que alguns han catalogat com a personatges amenaçadors o "fantasmes", d'aquí el seu nom popular. N'hi ha d'altres que trobaven la situació fins i tot còmica tot i que no era intencionada. Per a altres espectadors, la presència de la figura de la mare oculta en la fotografia era una part essencial, ja que a causa de les altes taxes de mortalitat infantil, el retrat de nadons era quasi d'obligat compliment, i per això la mare oculta significava que el nadó estava viu.
Al 2013, l'autora italiana Linda Fregni Nagler va publicar un llibre titulat "The hidden mother" on va recopilar fins a 1.002 fotografies diferents provinents de cartes de visita o daguerreotips des de la invenció de la fotografia fins als anys 20, fotografies de les quals eren retrats de nadons i nens petits amb la presència de mares fantasma.